# Сидоренко Валеріан Олександрович
Валеріан Олександрович Сидоренко (нар. 12 червня 1932, Київ, Українська РСР, СРСР — пом. 28 листопада 2012, Київ, Україна) — перший директор Київського радіотелевізійного передавального центру (1972—2004).

## Життєпис
У 1951 році закінчив Київський політехнікум зв'язку та був призваний до лав Радянської армії, де служив із 1952 по 1953 рік.
З грудня 1953 по липень 1956 працював на Київській радіостанції техніком і одночасно навчався заочно у Київському політехнічному інституті на радіотехнічному факультеті. У 1956 році був відкомандирований на навчання до Ленінградського електротехнічного інституту зв'язку імені М. О. Бонч-Бруєвича (нині — Санкт-Петербурзький державний університет телекомунікацій імені М. О. Бонч-Бруєвича) і закінчив його в 1959 році як інженер радіозв'язку.
Після закінчення інституту продовжує працювати на Ультракороткохвильовій радіостанції Київського телецентру, де пройшов шлях від інженера до начальника. З 1972 року Валеріан Олександрович Сидоренко призначений начальником радіотелевізійного передавального центру. Брав участь у монтажі та налаштуванні обладнання при будівництві нового Республіканського радіотелевізійного передавального центру на Сирці. У 1973 році після введення центру в експлуатацію наказом Міністра зв'язку УРСР був призначений його директором.
Під керівництвом Валеріана Олександровича було введено в експлуатацію 19 аналогових телевізійних передавачів, 1 цифровий телевізійний передавач стандарту DVB-T та 28 радіопередавачів. 19 липня 2004 року Валеріан Олександрович залишив займану посаду і вийшов на пенсію.
28 листопада 2012 року Валеріан Олександрович раптово помер у Києві. Похований на Берковецькому цвинтарі.

## Нагороди
- Грамота Президії Верховної Ради УРСР (1967);
- Звання «Почесний радист» (1969);
- Медаль «В ознаменування 100-річчя з дня народження Володимира Ілліча Леніна» (1970);
- Орден «Знак пошани» (1974);
- Медаль «У пам'ять 1500-річчя Києва» (1982);
- Звання «Ветеран підприємства» (1984);
- Почесна грамота Міністерства зв'язку УРСР (1984);
- Медаль «Ветеран праці» (1985);
- Орден «За заслуги» III ступеня (1997);
- Грамота Верховної Ради України (2002);
- Звання «Почесний зв'язківець України» (2003).